# Сталеві труби

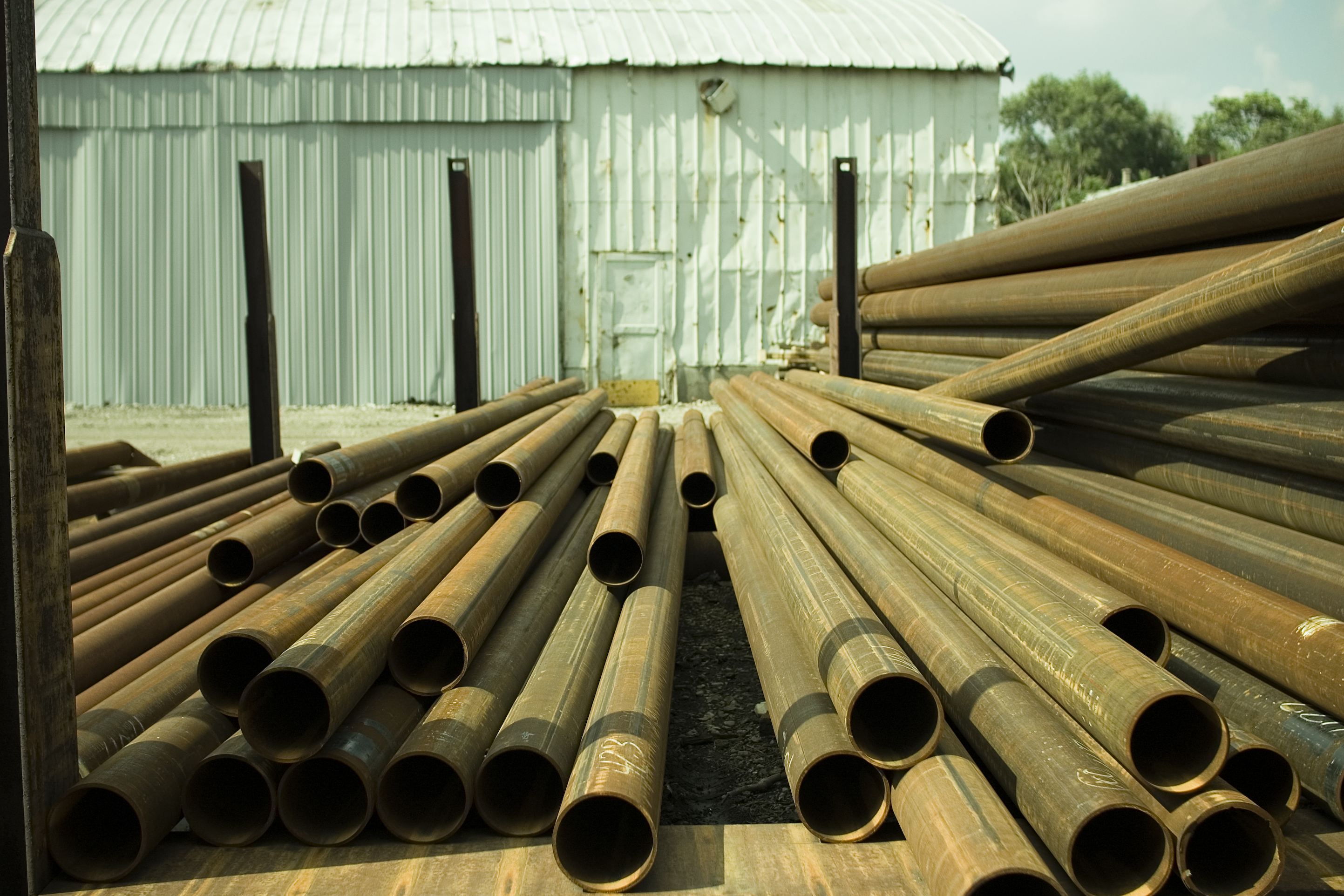

Сталеві труби

## Класифікація
- За способом виготовлення сталеві труби поділяють на безшовні холоднотягнені та гарячекатані термооброблені, а також зварні прямошовні, спіралешовні та багатошарові.
- За конструкцією стінок розрізняють труби з монолітною стінкою, багатошарові, бандажовані та конструкції типу «труба в трубі» з заповненням міжтрубного простору неметалевими матеріалами.
- За призначенням сталеві труби у залежності від умов експлуатації поділяють на три групи:
  - 1 група — труби з маловуглецевих сталей з границею міцності до 490 МПа, які призначено для експлуатації при температурі 0 °С і вище та тиску до 5,4 МПа; трубопроводи з таких труб можна споруджувати при температурі 40° С та вище;
  - 2 група — труби з маловуглецевих сталей з границею міцності від 490 до 540 МПа, які призначено для експлуатації та будівництва в північних районах при температурі до мінус 40°С і тиску до 5,4 МПа;
  - 3 група — труби з низьколегованих сталей з границею міцності 540 МПа і вище, які призначено для експлуатації та будівництва трубопроводів при температурі до 60° і тиску до 9,8 МПа.

Застосовувати безшовні труби необхідно відповідно до ДСТУ 8938:2019, ДСТУ 8939:2019, ГОСТ 9940-72, ГОСТ 9941-81, електрозварні — відповідно до ГОСТ 20295-74 для труб діаметром до 820 мм включно, та технічними умовами для труб діаметром 530–1420 мм.

## Застосування
Найчастіше застосовуються у гідротранспортних системах труби середніх та великих розмірів, з товстими стінками (до 15 мм) та умовним проходом 150–800 мм, виготовлені з вуглецевих та низьколегованих сталей переважно спокійного (сп) та напівспокійного плавлення (нсп). Вітчизняна промисловість виготовляє суцільно витягнені безшовні труби зовнішнім діаметром до 426 мм, а також зварні, що мають поздовжній або спіральний шов, з умовним проходом 400 мм та більше.

## Характеристики трубопровідних сталей

Найважливішими механічними характеристиками міцності трубопровідних сталей є границя текучості σТ, яка характеризує роботу сталі у зоні текучості або пластичності, та тимчасовий опір (границя міцності при розтяганні) — найбільше навантаження, яке передує руйнуванню матеріалу.
Найважливішими механічними характеристиками міцності трубопровідних сталей є границя текучості σТ, яка характеризує роботу сталі у зоні текучості або пластичності та тимчасовий опір (границя міцності при розтяганні) — найбільше навантаження, яке пере-дує руйнуванню матеріалу.
В умовах σТ < 0,7 σВ необхідно поряд з границею текучості брати до уваги й тимчасовий опір.
Пластичні властивості сталі характеризує δ0 — відношення прирощування розрахункової довжини зразку після розриву до її початкового значення. Величина δ0 залежить не лише від властивостей металу, а й від довжини зразку.
Ударна в'язкість ау характеризує схильність сталі до крихкого руйнування та старіння, а також здатність чинити опір повторним та динамічним навантаженням.
Модуль пружності (модуль Юнга) Е, який характеризує здатність матеріалу чинити опір розтягуванню, застосовують при розрахунках динамічних навантажень трубопроводів.
За хімічним складом сталі розподіляють на вуглецеві та леговані, до яких відносять вміст хоча б одного з елементів (Al, B, V, W, Co, Si, Mn, Mo, Cu, Ni, Nb, Ti, Gr, Se, Zr), що рівний або більший граничного стандартного значення.
Середній відсотковий вміст легуючих елементів у сталі означають цифрою, округленою до одиниці, яка стоїть після літери, що означає цей елемент. При вмісті меншому 1,5 % цифру після літери не ставлять.
За прийнятою системою умовних означень конструкційних сталей на початку ставлять цифру, яка вказує на середній вміст вуглецю у сотих долях відсотка. Марка сталі 15Х1М1Ф означає, наприклад, що вона містить  біля 0,15 % вуглецю, 1 % хрому, 1 % молібдену та менше 1 % ванадію. Літера А у кінці найменування означає, що сталь високоякісна (напр., 30ХГСА) У означенні особливо якісної сталі ставлять також літеру Ш (30ХГСАШ). 
У означеннях марок вуглецевих та нестандартних сталей цифра після літери визначає умовний порядковий номер. 
Вуглецеві конструкційні сталі за якістю розділяють на сталі звичайної якості та якісні, за вмістом вуглецю – на низьковуглецеві (вміст вуглецю до 0,3 %), середньовугле-цеві (0,3–0,55%) та високовуглецеві (0,5–0,85 %).
Сталі вуглецеві звичайної якості у залежності від призначення розподіляють на групи: А (з гарантованими механічними властивостями без уточнення хімічного складу), Б (з гарантованим хімічним складом) та В (з гарантованими механічними властивостями та хімічним складом). Сталі групи А – мають маркування Ст0, Ст1...Ст6 без зазначення літери А, групи Б – БСт0, БСт1...БСт6, групи В – ВСт1...ВСт5. 
За станом матеріалу сталь виготовляють без термічної обробки, термічно оброблену (Т) та нагартовану (Н). За ступенем  розкислення сталі визначають: киплячу кп, напівс-покійну нсп та спокійну сп.  
| Типи труб                                | Зовнішній діаметр, мм | Марка сталі         | Параметри експлуатації | Параметри експлуатації |
|                                          |                       |                     | температура, ºС        | тиск, МПа              |
| Водо- (пульпо-) та газопровідні          | 10,2 — 165            | Ст1 кл2 або Ст2 кл2 | +200                   | 1                      |
| Безшовні гарячекатані                    | 25 — 820              | Ст 20               | – 40 + 450             | 10                     |
| Безшовні холоднотягнені та холоднокатані | 14 — 426              | 10Г2                | – 70 + 40              | 10                     |
| Електрозварені                           | 14 — 426              | ВСт3гп              | – 30 + 300             | 2,5                    |
| Електрозварені                           | 530 — 1420            | 17ГС                | – 40 + 400             | 2,5                    |
| Безшовні                                 | 5 — 120               | 10Х17Н13М2Т         | – 253 + 700            | 10                     |

Нормативні та основні механічні характеристики металу, призначеного до виготовлення труб.

## З'єднання труб

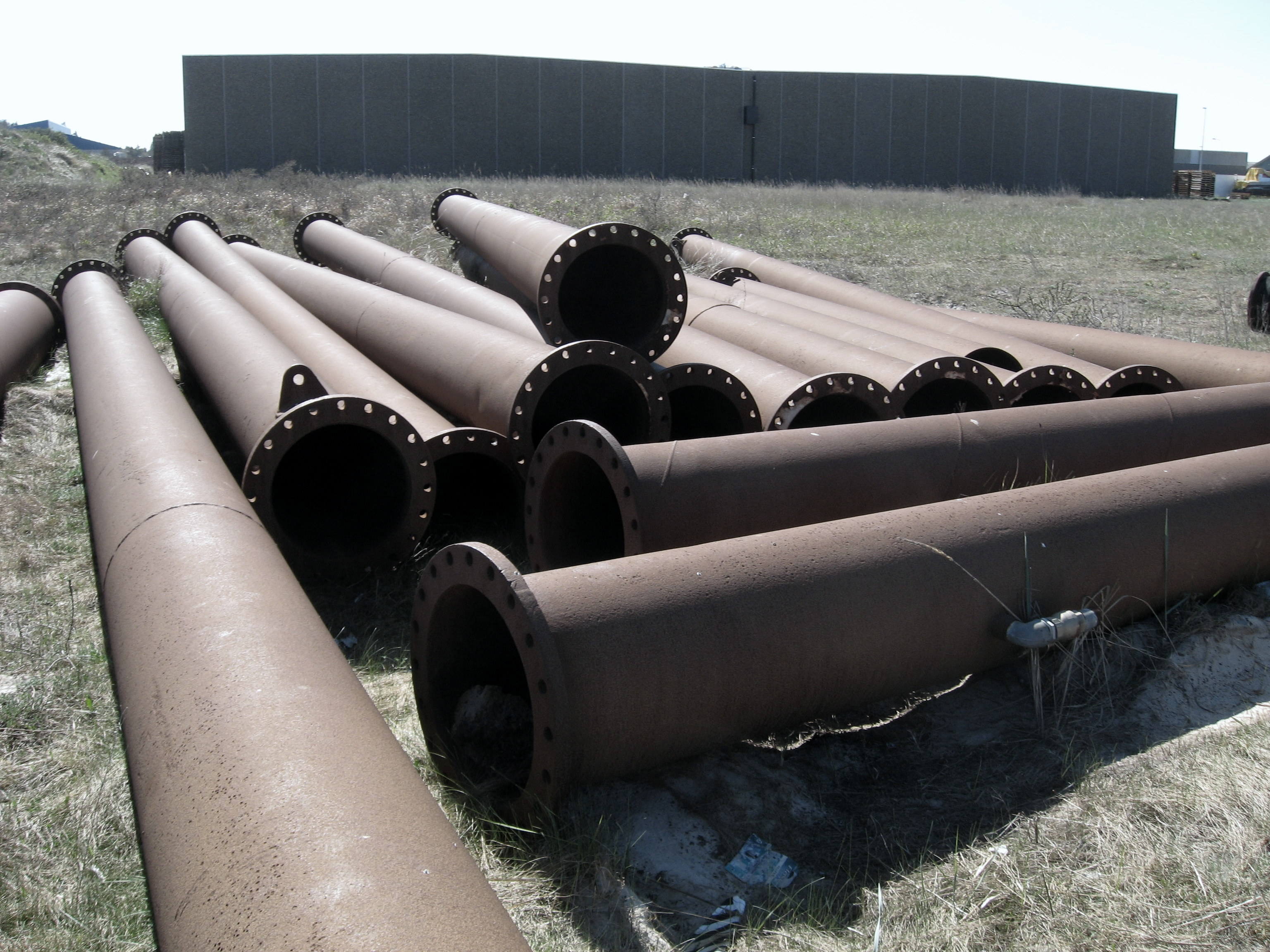
Труби з фланцями на кінцях

Трубопроводи з'єднують за допомогою приварних та поворотних фланців, швидкорознімних з'єднин та зварювання. Звичайно труби зварюють у блоки довжиною до 50 м та більше, якщо трубопровід прокладають по поверхні, після чого на кінці блоку приварюють фланці. Плоскі приварені фланці (з виступом та без нього) відповідно до ГОСТ 1255 та ГОСТ 12827 застосовують при тиску 1; 2,5; 6; 10; 16; 25 кгс/см² для труб із зовнішнім діаметром від 14 до 1620 мм. У багатьох випадках зручнішими при монтажі трубопроводів є вільні (поворотні) фланці на приварному кільці по
ГОСТ 1268, які дозволяють суміщати отвори фланців без повертання трубопроводу.